# Sugestia
Sugestia – rodzaj bezpośredniego przekazu, poprzez który dana osoba wywiera wpływ na decyzje, przekonania, myśli, opinie i zachowanie innej osoby lub grupy osób, nie odwołując się do racjonalnej argumentacji i nie stosując przymusu. 
Sugestia psychologiczna to proces, w którym idea (myśl) jest indukowana lub przyjęta przez drugiego człowieka, bez argumentów czy polecenia lub przymusu. W komunikacji interpersonalnej to sekwencyjny proces, w którym jedna myśl lub wyobrażenie prowadzi do drugiego.